# أندرياس فيغيه
أندرياس فيغيه (بالمجرية: Fejes András)‏ هو لاعب كرة قدم مجري، ولد في 26 أغسطس 1988 في سيكشفهيرفار في المجر. لعب مع نادي بودابست ونادي مول فيدي.